# Alloplasta superba
Alloplasta superba là một loài tò vò trong họ Ichneumonidae.